# بیادکی
بیادکی (به لهستانی:  Biadki) یک روستا در لهستان است که در گمینا کروتوشن واقع شده‌است. بیادکی ۱٬۷۰۰ نفر جمعیت دارد.